# Oude Kerk d'Amsterdam
Pour les articles homonymes, voir Oude Kerk.
L'Oude Kerk (en français « Vieille Église ») est une église d'Amsterdam  dont la construction a débuté en 1300. Elle est la plus ancienne église de la ville.
Située sur l’Oudekerksplein, elle fut construite sur les vestiges d'une chapelle en bois édifiée par les pécheurs qui la dédièrent à Saint Nicolas, leur patron. Remaniée au XVIe siècle, elle mélange les styles gothique et Renaissance. À partir de 1578 et de l'Altération, elle est convertie en église protestante. Depuis 2012, elle accueille des expositions temporaires.

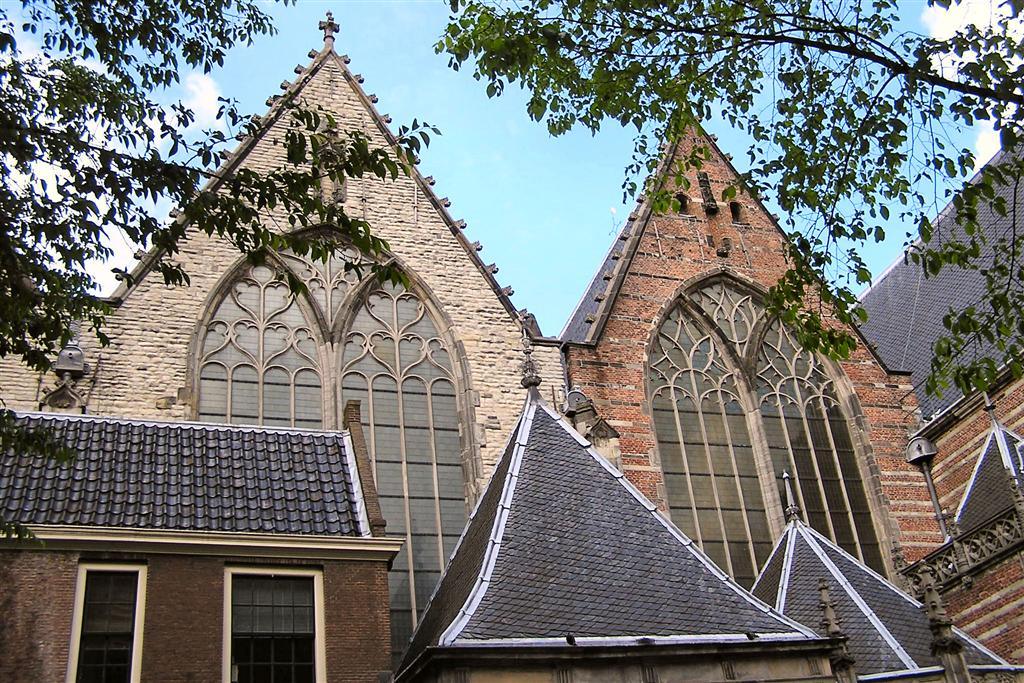
Le chevet de l'Oude Kerk.

De nombreuses personnalités sont inhumées dans la nef, dont : 
- Saskia van Uylenburgh, l'épouse de Rembrandt
- Clement De Jonghe, graveur, marchand d'estampes et ami de Rembrandt
- Cornelis de Graeff, puissant régent de la ville
- Jan Pieterszoon Sweelinck, le plus célèbre des compositeurs néerlandais des XVIe et XVIIe siècles qui y a été organiste titulaire pendant de nombreuses années (de 1577 à sa mort en 1621), succédant à son père Pieter Sywertszoon et précédant son fils Dirk Janszoon Sweelinck à cette charge. Jacobus van Noordt leur succéda.
- Isaac Sweers, vice-amiral de la flotte hollandaise

Elle est située dans le centre historique d'Amsterdam, dans le quartier De Wallen.